# Leon Landgren
Bror Emil Leonard Landgren, känd som Leon Landgren, född 1 juni 1910 i Raus församling i Helsingborg i dåvarande Malmöhus län, död 4 augusti 1983 i samma församling, var en svensk kompositör, musiker (trumpet, piano, dragspel) och kapellmästare.

## Biografi
Leon Landgren var född utom äktenskap. Han var son till arbetaren Nils Valfrid Landgren (1880–1950) och slöjdhandlaren Olga Emilia Åkesson (1892–1956, senare gift Ek och Schildt) samt äldre halvbror till sångaren och musikern Gunnar Landgren på moderns sida.
Landgren växte upp i Raus plantering i Helsingborg. Han började spela piano i orkestrar redan i tonåren och blev heltidsmusiker i början av 1930-talet. Han engagerades senare av Malte Johnsons orkester. I mitten av 1940-talet bildade han en egen musik- och revygrupp där han engagerade Georg Adelly för uppträdande i folkparkerna. Han var produktiv som kompositör och tonsatte drygt 800 melodier. Sitt genombrott fick han med den romantiska låten Stjärneögon 1945, sjungen av Landgrens dåvarande hustru Thory Bernhards, som kom att sjunga in flera av hans sånger. 
Bland hans mer kända alster finns Ann-Caroline, inspelad 1955, med text av Åke Gerhard och sång av Bernhards. Melodin användes av engelsmannen Paddy Roberts under titeln Lay Down Your Arms och sjöngs in av Anne Shelton. Låten toppade Storbritanniens singellista under fyra veckor under 1956 och blev en känd soldatsång i USA. Andra kända melodier av Landgren är Vildandens sång, Famnen full av solsken!, Mjölnarens Irene och Bär du solsken i ditt sinne. 
Han komponerade även musiken till fem 91:an-filmer. Landgren utförde även omfattande turnéer, bland annat tillsammans med Karl Gerhard, Georg Adelly och Ebbe Jularbo. Har turnerade även i Tyskland tillsammans med Doris Day. Efter att han slutat sin anställning som inspelningschef på Philips flyttade han tillbaka till Helsingborg och blev folkparkschef.
Leon Landgren var 1949–1955 gift med sångerskan Thory Bernhards (1920–2014) och 1957–1973 med Ilse Herzog (född 1936) från Tyskland.

## Filmmusik
- 1946 – Peggy på vift

## Teater

### Roller
| År   | Roll          | Produktion                  | Regi           | Teater                   |
| ---- | ------------- | --------------------------- | -------------- | ------------------------ |
| 1964 | Vendlas Arvid | Änkeman Jarl Vilhelm Moberg | Hans Bergström | Helsingborgs stadsteater |